# Nunki
Nunki es el nombre de la estrella σ Sagittarii, la segunda más brillante de la constelación de Sagitario después de Kaus Australis (ε Sagittarii). De magnitud aparente +2.05, está situada en la región central de la constelación, en el cinturón de la Vía Láctea. Se encuentra a 220 años luz de distancia del sistema solar.

## Nombre
Al contrario que muchos nombres de estrellas que derivan del árabe, Nunki es un nombre de origen babilonio y parece derivar de la Tabla de las Treinta Estrellas babilónica, donde se identificaba con la Estrella de la Proclamación del Mar. El significado del nombre no está claro, aunque pudiera provenir de Enki, dios de Mesopotamia generalmente asociado con las aguas. Otros nombres que recibe la estrella son Sadira y Pelagus, este último de la palabra latina para «mar».

## Características físicas
Nunki es una estrella blanco-azulada de tipo espectral B2.5V. Al igual que el Sol, es una estrella de la secuencia principal cuya energía proviene de la fusión nuclear del hidrógeno en helio. Pero a diferencia de éste, es mucho más caliente. Con una temperatura superficial de 20 000 K emite una gran cantidad de radiación ultravioleta. Teniendo en cuenta esta última, es 3300 veces más luminosa que el Sol y 2200 veces más luminosa si sólo se considera la radiación emitida como luz visible. Su masa es 7.8 ± 0.2 veces mayor que la del Sol y su radio 5 veces más grande que el radio solar. La duración de su vida se cifra en torno a los 31 millones de años, antes de terminar sus días como una enana blanca.
Nunki es una estrella doble, con una posible compañera de magnitud +9.5 a 309 segundos de arco; estudios realizados mediante interferometría sugieren que puede existir una acompañante más cercana.

## Observación
La estrella está lo suficientemente cerca de la eclíptica para que la Luna pueda ocultarla, y más raramente por los planetas. La última ocultación de Nunki por un planeta tuvo lugar el 17 de noviembre de 1981, en este caso por Venus.
Por otra parte, Nunki es la estrella más brillante que puede ser ocultada por un planeta exterior, aunque solo Marte puede hacerlo, y muy ocasionalmente. La última vez que ocurrió esto fue el 3 de septiembre de 423.